# 観明寺 (板橋区)
観明寺（かんみょうじ）は、東京都板橋区にある真言宗豊山派の寺院。

## 概要
室町時代初期に開山したといわれている。
江戸幕府昌平坂学問所が編纂した『新編武蔵風土記稿』によると「新義真言宗、足立郡沼田村恵明寺末、如意山と号す、開山慶浄延宝5年10月27日化す。」とあり、江戸時代初期の僧・慶浄の開山としているが、実際は中興とみられている。
江戸時代、板橋宿は多くの旅行者で賑わった。宿内の宿泊施設が満員になったときは、臨時の宿泊施設として開放されることもあった。
明治時代になり板橋宿は寂れていったが、その状況を打開すべく、当寺は成田山新勝寺から分身を勧請して祀り、縁日を開いた。この縁日は大いに賑わったが、後に巣鴨とげぬき地蔵の縁日が台頭したことで、影が薄くなっている。

## 境内祠
- 稲荷神社

これは開山当初からあったものではなく、加賀藩下屋敷にあったものを明治時代に移転したものである。

## 寺宝等
- 聖観世音菩薩像（本尊）
- 不動明王像
- 厨子入宝篋印塔

## 交通アクセス
- 板橋区役所前駅より徒歩5分[2]。